# Causses
Els Causses (nom occità adoptat també en francès) són altiplans calcaris que s'estenen al sud del Massís Central, del Llemosí a les Cevenes seguint un eix d'est a oest. Es caracteritzen per l'absència d'aigua superficial, a causa de la permeabilitat de la roca calcària, i tenen una vegetació característica. L'etimologia de causses està relacionada amb cauç (forma occitana de calç).
Es distingeix els Grands Causses a l'est, alts i isolats, i els Causses de Carcin a l'oest molt més accessibles i d'altitud mitjana:
- Els Grands Causses
  - El Causse Comtal
  - El Causse de Sauvatèrra
  - El Causse de Severac
  - El Causse Mejan (Causse Mitjà)
  - El Causse Negre
  - El Causse de Larzac

- Els Causses de Carcí
  - El Causse de Gramat
  - El Causse de Martel

- Els causses marginals
  - La plana de Montbèl
  - El Causse de Castras

La natura calcària de la roca ha donat llocs a importants fenòmens de carstificació, amb llocs convertits en atracció turística com ara:
- L'avenc Armand sota el Causse Mejan. Té una galeria de 60x100 m amb una alçada de 45 m, on es diu que hi podria cabre la catedral de Notre Dame, i estalactites de fins a 25 metres d'alt. Va ser descobert el 1897 per Lois Armand.[1][2]
- La cova de Dargilan, sota el Causse Negre. Descoberta el 1888, té sales amb estalactites perlades, una columna de 20 m, i draperies de calcita de 100 metres de llarg 40 d'alt.[2]
- Lo Clapàs Vièlh ("el claper vell" en català, Chaos de Montpellier-le-Vieux en francès confusió amb la denominació tradicional Lo Clapàs del centre antic de Montpeller), al Causse Negre, una formació rocallosa de 120 hectàrees que inclou circs, arcs naturals i roques de formes curioses.[2][3]
- El claper de Nimes lo Vielh, menys espectacular, al Causse Mejan.[3]

No són aliens als fenòmens càrstics els profunds engorjats que separen sovint els causses entre ells, com ara les gorges del Tarn entre el Causse de Sauvatèrra i el Causse Mejan.
Bona part dels Causes es troben protegits als parc regionals dels Causes de Carcí i dels Grans Causes, i al Parc Nacional de les Cevenes, que inclou l'extrem oriental dels Grans Causes.

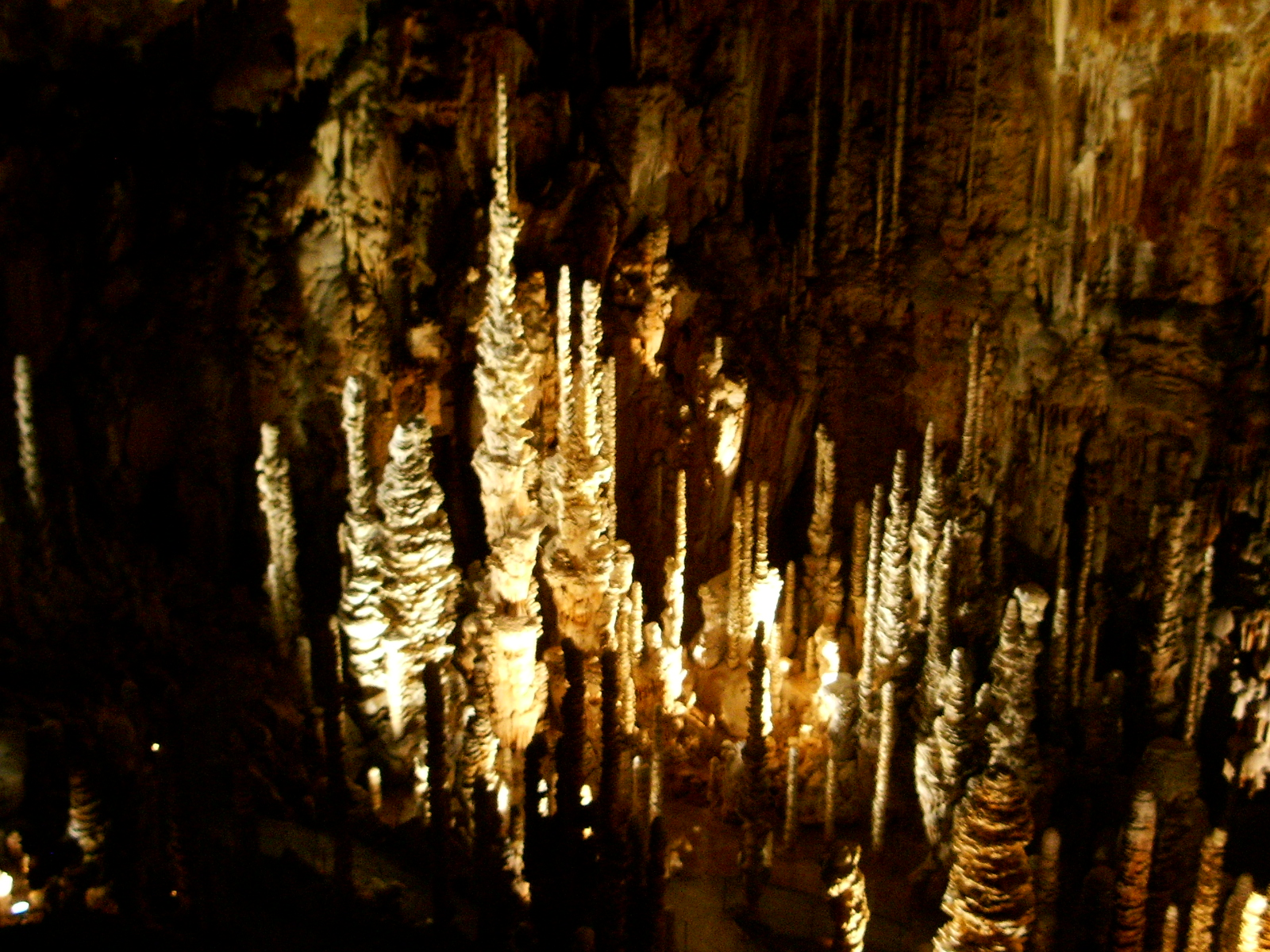
Bosc d'estalagmites a l'avenc Armand.
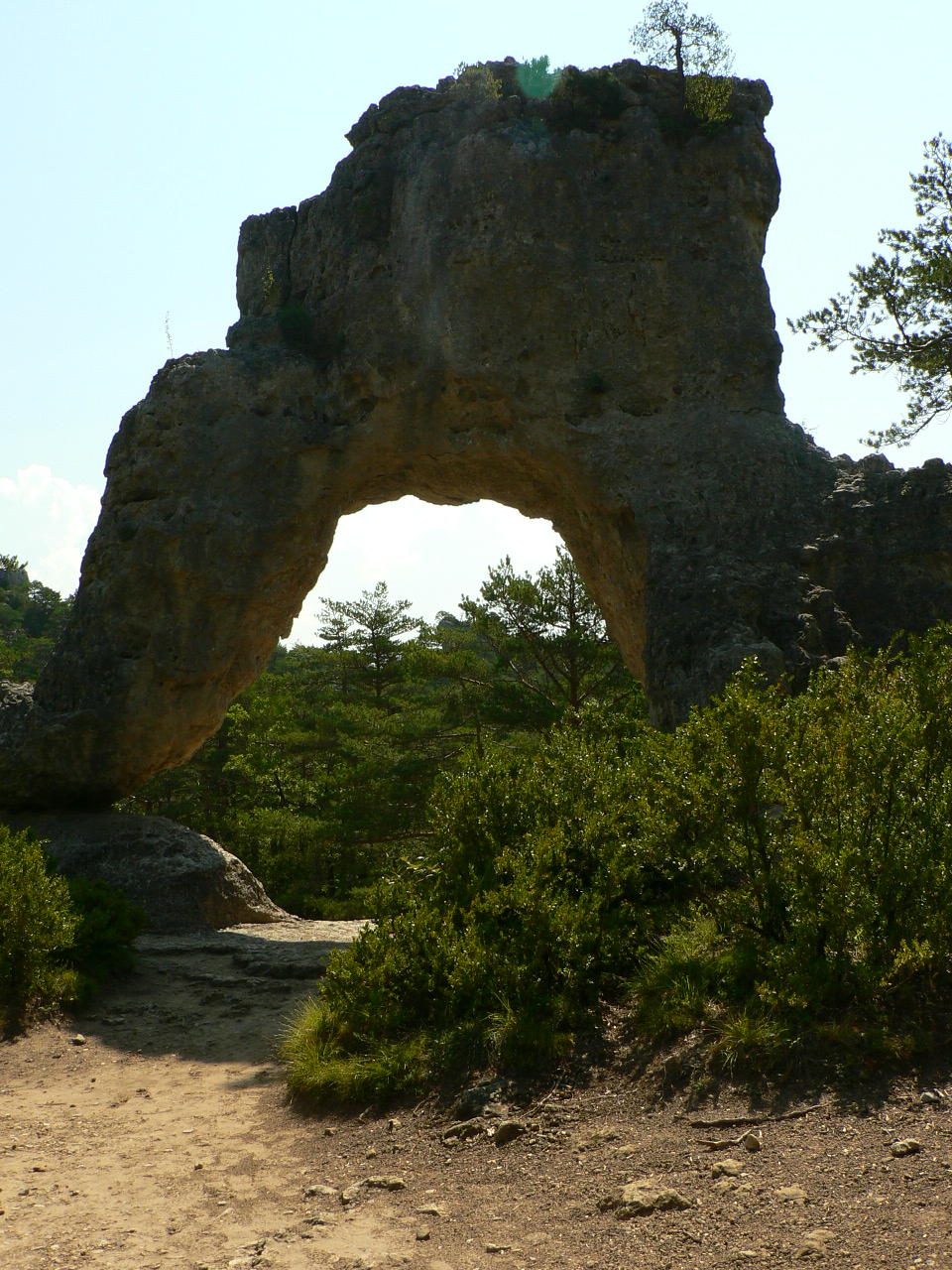
L'arc natural conegut com a Porta de Micenes, a lo Clapàs Vielh.
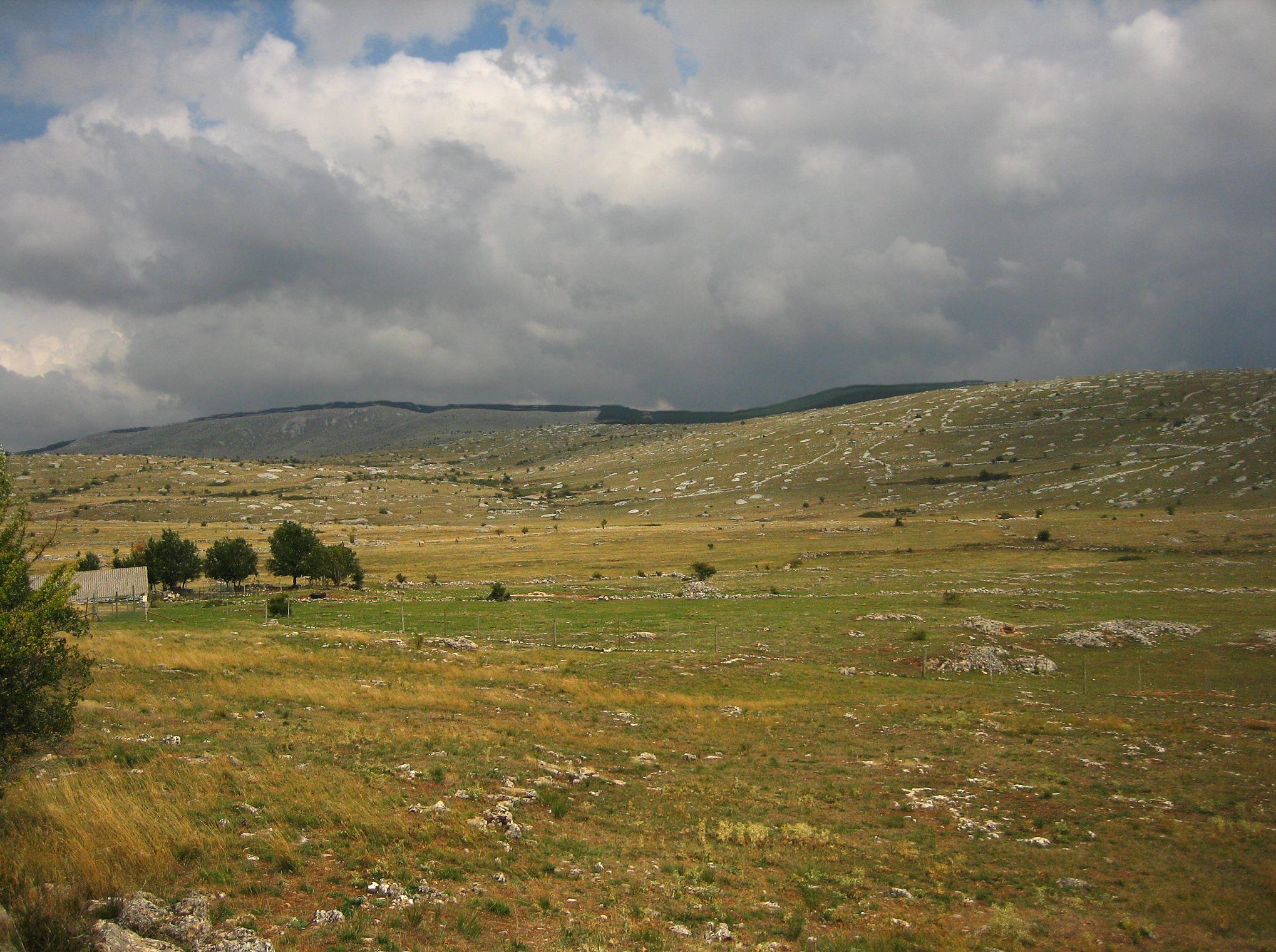
El causse de Méjean a la fi de l'estiu